# Кавалски археологически музей
Кавалският археологически музей (на гръцки: Αρχαιολογικό Μουσείο Καβάλας) е музей в град Кавала, един от най-важните археологически музеи в Гърция с експонати от цялата областна единица Кавала, Неаполис (античния град на Кавала), Амфиполис и други части на Източна Македония.

## История
Музеят отваря врати в 1934 година, а заема сегашната си сграда от 1964 година. На приземния етаж са изложени експонати от античния Амфиполис — мраморен женски бюст (IV век пр. Хр.), мраморна погребална стела на ефеб (V век пр. Хр.), голям златен пръстен и златен маслинен венец, открити в Македонска гробница 1 (300 г. пр. Хр.), безглава мраморна женска статуя с пеплос (I век пр. Хр.) и портретен бюст на римската императрица Агрипина. В следващата стая са архитектурните детайли от светилището на богинята Партенос в Неаполис, заедно с голяма колекция от съдове и фигурки от архаичния период от различни ателиета — Коринт, Цикладите, Хиос.
На първия етаж са експонати от Галепсос, Ойсиме, Топир, Абдера, Месамбрия и Трагилос. Те включват чернофигурни вази, керамични фигурки, керамични саркофази, рисуван цистов гроб, метални съдове и монети на македонските царе. Сред важните експонати са цикладска амфора от VII век пр. Хр. и червенофигурна хидрия от IV век пр. Хр., които са открити в гроб в Ойсиме, и саркофаг от пороски камък с декориран интериор от погребален монумент в Трагилос (300 г. пр. Хр.).
В двора и атриума има погребални и вотивни стели с релефи и надписи, както и архитектурни елементи от различни части на Източна Македония, датиращи от римския период.
- Фрагмент от статуя на мъж в къс хитон
- Изрисуван цистов гроб с вотивно погребално угощение, IV век пр. Хр.
- Изрисуван цистов гроб